# Ah Toy
Ah Toy (chinesisch 阿台, Pinyin Ā Tái; * 1828 oder 1829; † 1. Februar 1928 in San Jose, Kalifornien) war eine aus China emigrierte US-amerikanische Prostituierte und Bordellbetreiberin. Die Amerikanistin Judy Yung nannte sie „die bekannteste chinesische Frau der Populärliteratur des 19. Jahrhunderts“.
Ah Toy wurde in China geboren. Sie kam im Jahr 1848 oder 1849 aus Hongkong nach San Francisco und begann dort als Entertainerin und Prostituierte zu arbeiten, später auch als Zuhälterin und Bordellbetreiberin. Im Jahr 1850 heiratete sie den wohlhabenden Chinesen Henry Conrad. Als 1852 mehrere hundert chinesische Prostituierte in Kalifornien ankamen, eröffnete Ah Toy weitere Bordelle. 1859 zog sie sich aus der Öffentlichkeit zurück. Am 2. Februar 1928 verkündeten Zeitungsanzeigen den Tod von Ah Toy. Sie starb nur wenige Monate vor ihrem 100. Geburtstag.